# Esercito imperiale russo
Esercito imperiale russo (in russo Русская императорская армия?, Russkaja imperatorskaja armija, scritto come ai tempi prima della Riforma dell'ortografia russa del 1918: Русская императорская армія) fu l'esercito dell'Impero russo attivo dal 1721 sino alla Rivoluzione russa del 1917. A metà Ottocento, l'esercito russo era composto di 938.731 soldati regolari e da 245.850 irregolari (in gran parte cosacchi). Sino alla riforma militare di Dmitrij Miljutin del 1874, l'esercito russo non disponeva di caserme e circa un milione di soldati viveva nella propria casa o in capanne tradizionali. Resistette allo sfondamento tentato dall'esercito tedesco e austro-ungarico nel 1915 durante la prima guerra mondiale, a differenza del futuro esercito sovietico che fallì in questo intento iniziale nel 1941, e sconfisse questi ultimi eserciti in varie occasioni durante la Grande Guerra nel fronte orientale. Prima di una vittoria finale, fu dissolto a seguito della Rivoluzione di febbraio, e l'anno dopo l'appena nata Repubblica Socialista Federativa Sovietica Russa ritirò la Russia, in piena guerra civile, dalla prima guerra mondiale, pagando innumerevoli somme economiche ed umane alle Potenze centrali, che comunque mesi dopo persero comunque la guerra.
L'ultimo veterano vivente dell'esercito imperiale russo fu il supercentenario ucraino Michail Kričevskij (1897-2008).

## Le origini
Gli zar russi prima di Pietro il Grande mantennero un corpo di moschettieri personali come forma ereditaria (strelizzi) che si dimostravano perlopiù indomabili ed indisciplinati per cui in tempo di guerra i soldati provenivano dalle aree agricole con contadini forzatamente arruolati.
Fu però Pietro I a introdurre di fatto il concetto di reggimento ("Полки нового строя" o "Полки иноземного строя", Polki novogo (inozemnogo) stroja), sul modello degli standard europei. Si formarono dunque tre tipologie di reggimenti, i regolari composti da fanteria, i dragoni composti da cavalleria e le riserve formate da personale ritiratosi a vita privata. Nel 1631, i russi crearono due reggimenti regolari a Mosca. Durante la guerra di Smolensk del 1632-1634, vennero aggiunti altri 6 reggimenti regolari, 1 reggimento di riserva e 1 reggimento di dragoni. Inizialmente le truppe venivano reclutate sin da bambini come nel caso dei boiardi o degli strelizzi, oltre ad un copioso numero di volontari e cosacchi. In quest'epoca gran parte dei comandanti militari era di origine straniera. Dopo la guerra con la Polonia tutti i reggimenti vennero sciolti. Durante la seconda guerra russo-polacca, tutti i reggimenti vennero reintrodotti e divennero la forza principale dell'esercito russo. Solitamente regolari e dragoni prestavano servizio a vita e venivano ricompensati con denaro (o terre) per il loro servizio, divenendo in molti casi particolarmente ricchi. Più della metà degli ufficiali proveniva dalla nobiltà terriera e in tempi di pace i reggimenti venivano solitamente sciolti per ridurne il costo.
Nel 1681 si registrarono 33 reggimenti regolari (61.000 uomini) e 25 di dragoni e cavalieri (29.000 uomini). Sul finire del XVII secolo, questi reggimenti di nuova concezione rappresentavano più della metà dell'esercito russo e quindi con Pietro il Grande vennero costituiti in esercito permanente.

## La coscrizione di Pietro I
La coscrizione obbligatoria in Russia venne introdotta dallo zar Pietro I nel dicembre del 1699, anche se alcuni documenti la riportano già in uso presso suo padre. I coscritti venivano definiti "reclutati" (anche se tale tecnica non deve essere confusa con quello del reclutamento volontario, che in Russia non apparve di fatto sino all'inizio del XX secolo).
Pietro I formò un esercito regolare moderno organizzato sul modello prussiano, ma con un aspetto del tutto nuovo e innovativo: gli ufficiali non necessariamente provenivano dalla nobiltà, ma provenivano da singoli soldati, grazie al loro talento; questi soldati potevano anche guadagnarsi la nobilitazione (pratica poi abolita da Caterina II). La coscrizione dei contadini e della popolazione era basata su un sistema per quote e in base alla residenza.
All'inizio, come si è detto, la durata del servizio militare era a vita, nel 1793 venne ridotta a 25 anni. Nel 1834 venne ridotta a 20 anni più 5 anni di riserva e nel 1855 venne infine portata a 12 anni più 3 di riserva.

## La seconda metà del Settecento: Suvorov

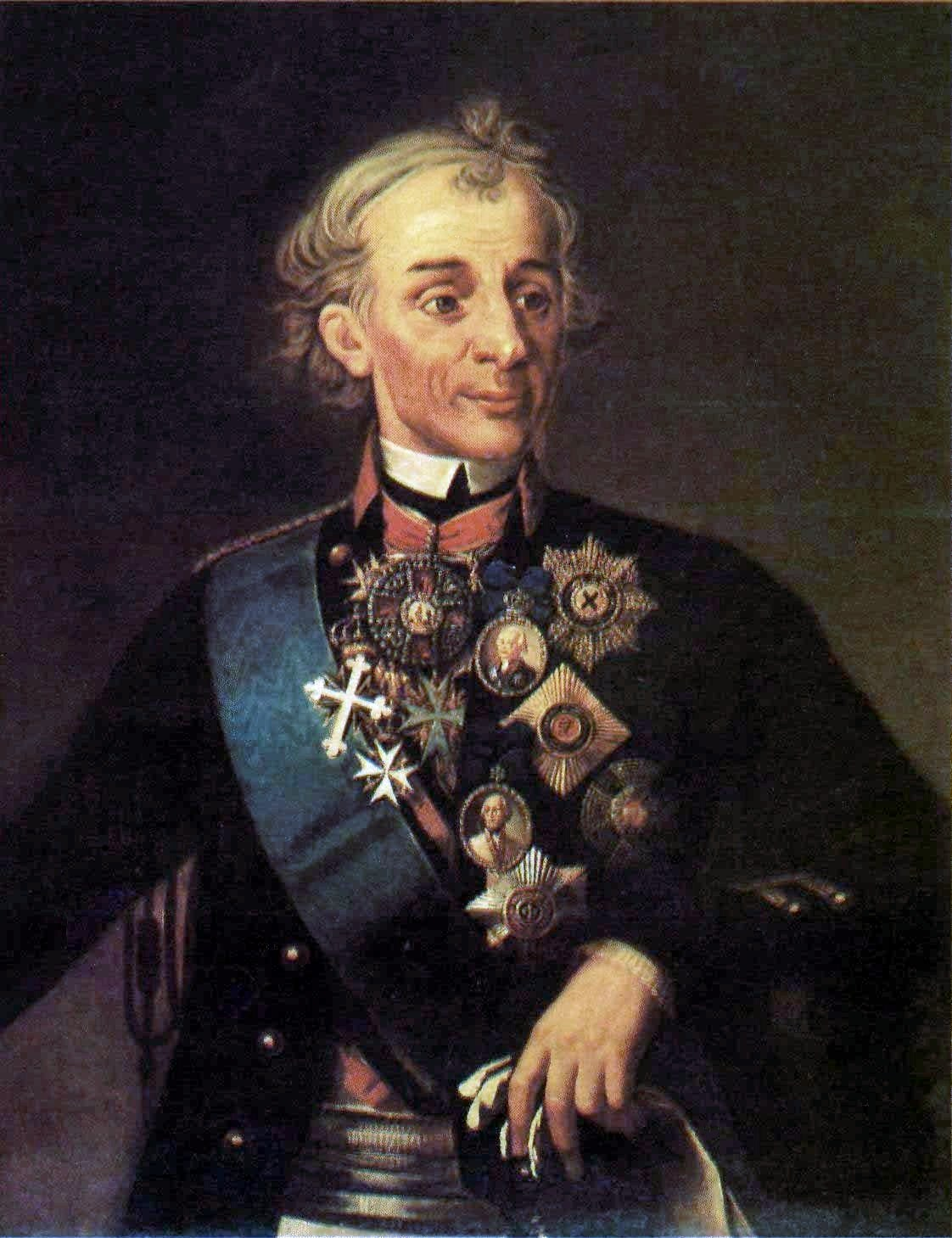
Il famoso generale russo Aleksandr Vasil'evič Suvorov.

La storia e il prestigio dell'esercito russo sono legati anche alle vittorie del generale Aleksandr Vasil'evič Suvorov, ritenuto uno dei più grandi condottieri della storia, uscito vincitore dalla maggior parte delle battaglie a cui prese parte durante una lunga e brillante carriera.
Dal 1777 al 1783 Suvorov prestò servizio in Crimea e nel Caucaso, divenendo tenente generale nel 1780 e generale di fanteria nel 1783, come conclusione dei propri incarichi militari. Dal 1787 al 1791 combatté nuovamente contro gli ottomani durante la guerra russo-turca collezionando molte vittorie. Suvorov giocò anche un ruolo fondamentale nella soppressione di rivolte popolari. Nel 1799 condusse le sue campagne più famose, in Italia e in Svizzera, contro le truppe francesi ottenendo, nonostante la tarda età, un'altra serie quasi ininterrotta di successi; tuttavia le operazioni in Svizzera durante l'inverno 1799 si conclusero con la ritirata del suo esercito, fortemente provato dalle difficoltà geografiche e dagli attacchi francesi.

## L'esercito russo nel 1805
Divenuta una delle maggiori potenze europee, la Russia non poté sfuggire alle guerre che coinvolsero la Francia napoleonica, ma si schierò contro il Bonaparte sotto la guida dello zar Alessandro I di Russia (regnante dal 1801 al 1825), che salì al trono dopo l'assassinio del padre Paolo I, nel quale alcuni lo videro implicato.
L'esercito russo nel 1805 aveva ancora molte caratteristiche degli eserciti dell'ancien régime: non vi era una formazione permanente superiore al livello del reggimento, i gradi di ufficiale venivano in gran parte legati alla classe aristocratica e il tipico soldato russo del XVIII secolo subiva pene corporali in caso di indisciplina. L'esercito si dimostrava inoltre lento e non maneggevole, ma la vera forza stava nell'artiglieria, composta da buoni pezzi strenuamente difesi per evitare che cadessero nelle mani del nemico.
Napoleone riuscì a sconfiggere russi e austriaci nella battaglia di Austerlitz del 1805.

## Le guerre napoleoniche
La quarta coalizione antifrancese (1806–1807), composta da Prussia, Russia, Sassonia, Svezia e Regno Unito, venne formata ad alcuni mesi di distanza dal crollo della precedente coalizione. Nell'agosto del 1806, il re prussiano Federico Guglielmo III prese la decisione di entrare in guerra con la Francia in maniera indipendente rispetto alle altre potenze, salvo che con la Russia.

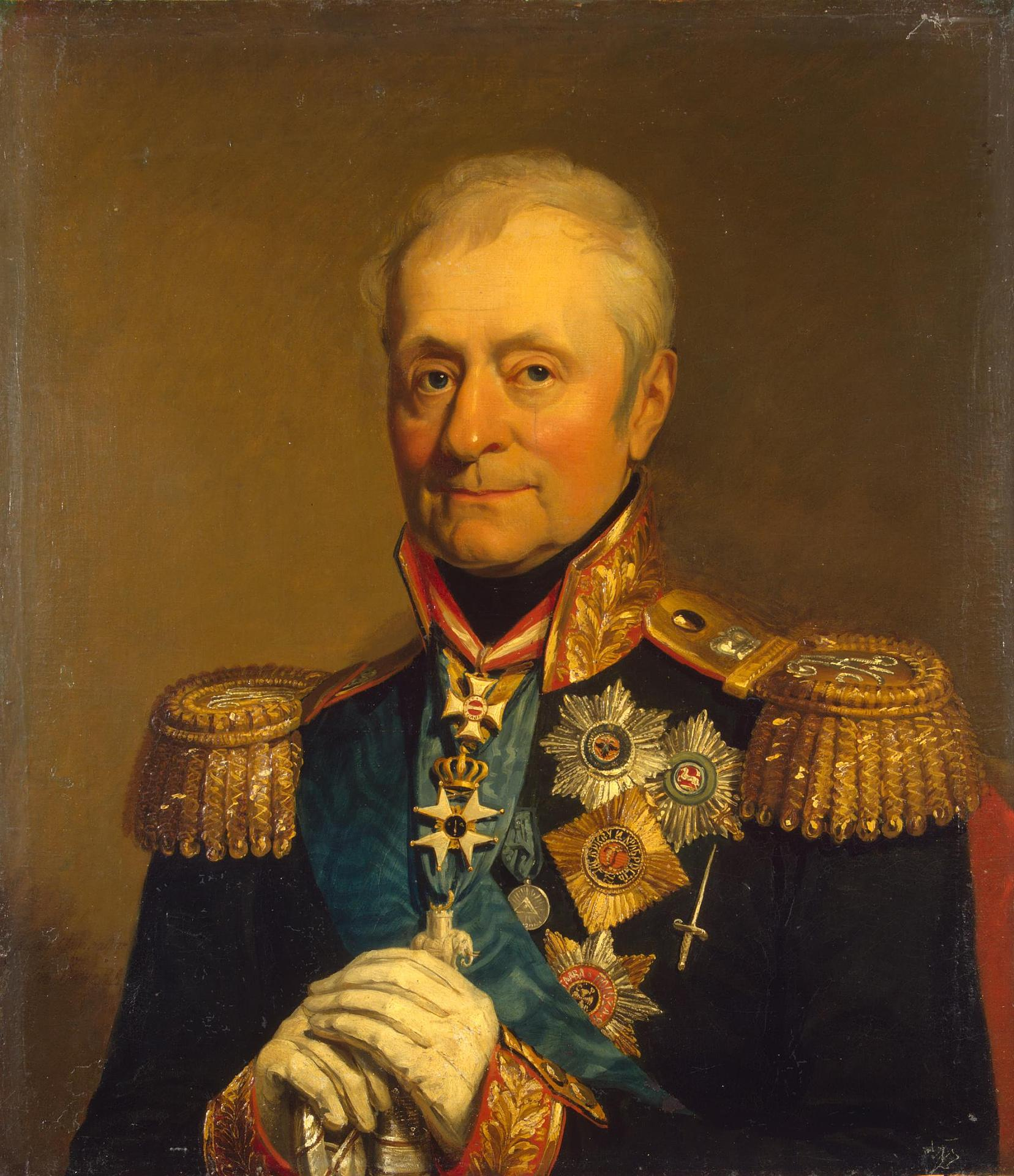
Levin August von Bennigsen

Napoleone, dopo aver sbaragliato le armate prussiane nella battaglia di Jena-Auerstedt del 14 ottobre 1806 e ricacciato i tedeschi entro il fiume Oder, si spinse verso Varsavia. Sul finire del dicembre di quello stesso 1806, si ebbero i primi scontri tra russi e francesi nelle battaglie di Czarnowo, Golymin e Pultusk senza però che alcuna parte traesse grandi risultati da questi scontri. L'imperatore francese acquartierò le proprie truppe presso la Vistola, ma il nuovo comandante russo, il conte tedesco Levin August von Bennigsen, si rifiutò di rimanere passivo a tale presenza.
Bennigsen spostò dunque la propria armata a nord nella Prussia orientale e lanciò un attacco contro l'ala sinistra dell'esercito francese. I francesi evitarono il disastro nella battaglia di Mohrungen sul finire del gennaio del 1807. In risposta a questo attacco, Napoleone contrattaccò i russi nella battaglia di Eylau tra il 7 e l'8 febbraio 1807. Dopo un'ulteriore controffensiva guidata da Bennigsen, Napoleone si spostò a Königsberg e i russi lo sconfissero nella battaglia di Heilsberg. Il 14 giugno, Bennigsen perse molti dei propri uomini nella battaglia di Friedland e come tale a seguito di questa sconfitta lo zar Alessandro venne costretto a firmare una pace con Napoleone a Tilsit il 7 luglio 1807, che prevedeva inoltre che la Russia divenisse alleata della Francia. Quest'ultima clausola fece sì inoltre che la Russia perdesse parte dei territori a ovest della Vistola dove Napoleone fondò il Ducato di Varsavia.
Al Congresso di Erfurt (settembre–ottobre 1808) Napoleone e Alessandro si accordarono perché la Russia forzasse la Svezia ad entrare nel Sistema continentale, dando il via alla guerra russo-finlandese del 1808-1809 e alla divisione della Svezia in due parti separate dal golfo di Botnia, conquistandosi così il Granducato di Finlandia, che passò appunto allo Stato russo.
La guerra turco-russa scoppiò nel 1805-1806 sullo sfondo delle guerre napoleoniche. L'Impero ottomano incoraggiato dalla sconfitta russa nella battaglia di Austerlitz, depose gli hospodar russofili degli stati vassalli di Moldavia (Alexandru Moruzi) e Valacchia (Constantine Ypsilanti). Simultaneamente, gli alleati francesi occuparono la Dalmazia e tentarono di penetrare nei principati danubiani. Intenzionati a salvaguardare i confini russi contro un possibile attacco francese, un contingente di 40.000 soldati russi avanzò in Moldavia e Valacchia. Il sultano reagì bloccando lo stretto dei Dardanelli alle navi russe e dichiarando guerra alla Russia, guerra che si concluse solo nel 1812 con l'acquisizione della Bessarabia da parte dei russi.

### La guerra anglo-russa (1807-1812)
L'alleanza con la Francia aveva costretto la Russia a intervenire sul blocco continentale nei confronti del Regno Unito e nel 1810 Alessandro assunse a proprio ministro della guerra Michael Andreas Barclay de Tolly. A quel tempo la Russia stava continuando la propria espansione. Il Congresso di Vienna creò il Regno di Polonia (Polonia russa) al quale Alessandro garantì una costituzione pur mantenendolo sotto la sovranità russa. Lo zar divenne quindi monarca costituzionale di Polonia col nome di Alessandro I pur rimanendo autocrate assoluto di Russia. Egli fu anche monarca limitato in Finlandia, che dal 1809 comunque rimaneva uno stato autonomo.
L'alleanza austro-russa si fece via via sempre più debole e Napoleone capì che l'attenzione della Russia era incentrata essenzialmente sui punti vitali del Bosforo e dei Dardanelli. Allo stesso modo, Alessandro vedeva con sospetto il ducato di Varsavia, d'influenza filo-francese, troppo vicino ai suoi domini polacchi. Il risultato della guerra fu la formazione della sesta coalizione antifrancese che operò dal 1812 al 1814.

### L'invasione francese della Russia

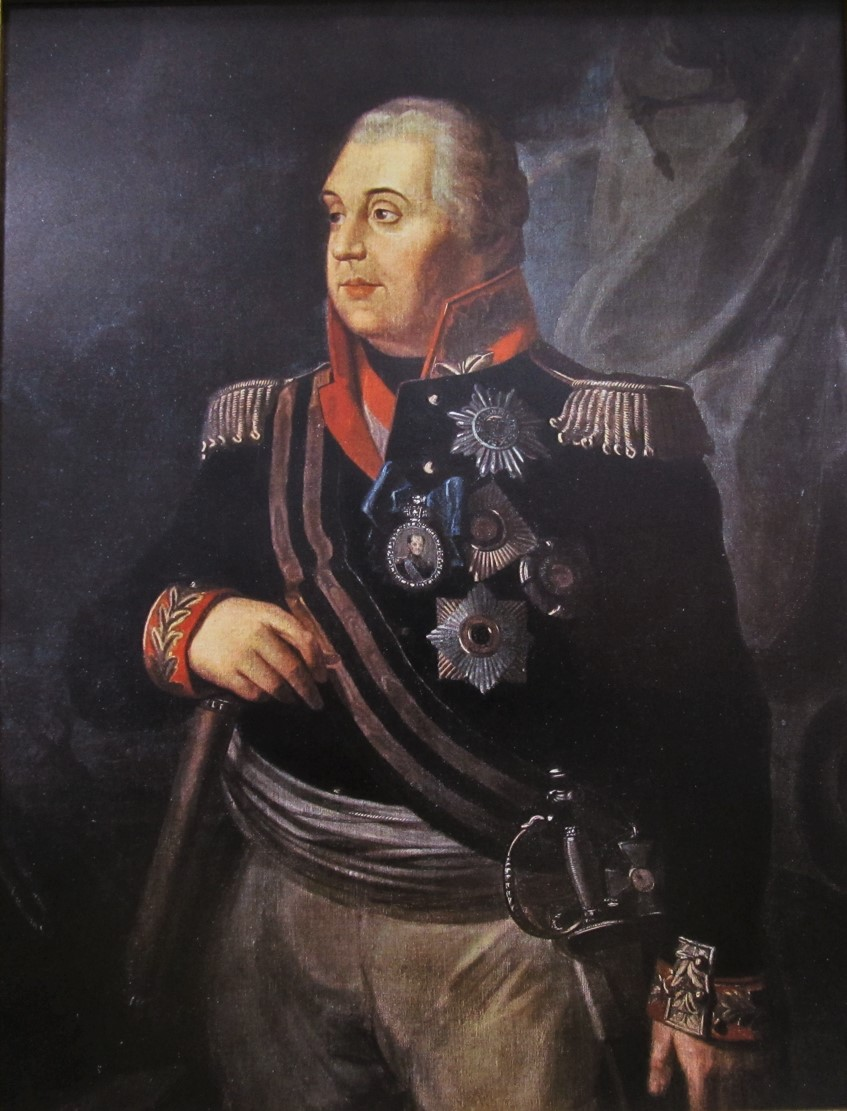
Mikhail Kutuzov

Nel 1812, Napoleone invase la Russia per costringere l'imperatore Alessandro I a rimanere nel Sistema Continentale alleato con la Francia. La Grande Armée, composta da 650.000 uomini (di cui 270.000 provenienti da paesi alleati con la Francia), attraversarono il fiume Niemen il 23 giugno 1812. La Russia proclamò la cosiddetta "guerra patriottica" in difesa appunto della madrepatria mentre Napoleone aprì la seconda guerra polacca. Di fronte all'avanzata francese, la Russia mantenne una politica accorta ritirandosi gradualmente e combattendo il 7 settembre la battaglia di Borodino e poi ponendosi in direzione di Mosca. Il feldmaresciallo Michail Illarionovič Kutuzov prese la decisione di risparmiare l'esercito russo da altri combattimenti e il 14 settembre i francesi occuparono Mosca. Il governatore russo della città, il principe Rastopchin, ordinò dunque che nella notte la città e i campi circostanti venissero incendiati e distrutti. Alessandro I si rifiutò di capitolare e senza prospettive di vittoria, Napoleone venne costretto a ritirarsi da una città in fiamme e senza provviste per l'inverno incombente. Per tale motivo iniziò la disastrosa ritirata francese che portò alla morte di circa 370.000 soldati e alla cattura di altri 200.000 da parte dei russi. Napoleone affrontò ad ogni modo la battaglia di Berezina con un'armata sparuta e indebolita. Il Bonaparte a questo punto si apprestò a raggiungere Parigi per organizzarne la difesa per la presumibile avanzata dei russi verso i confini dell'Impero francese.

### La campagna del 1813 in Germania

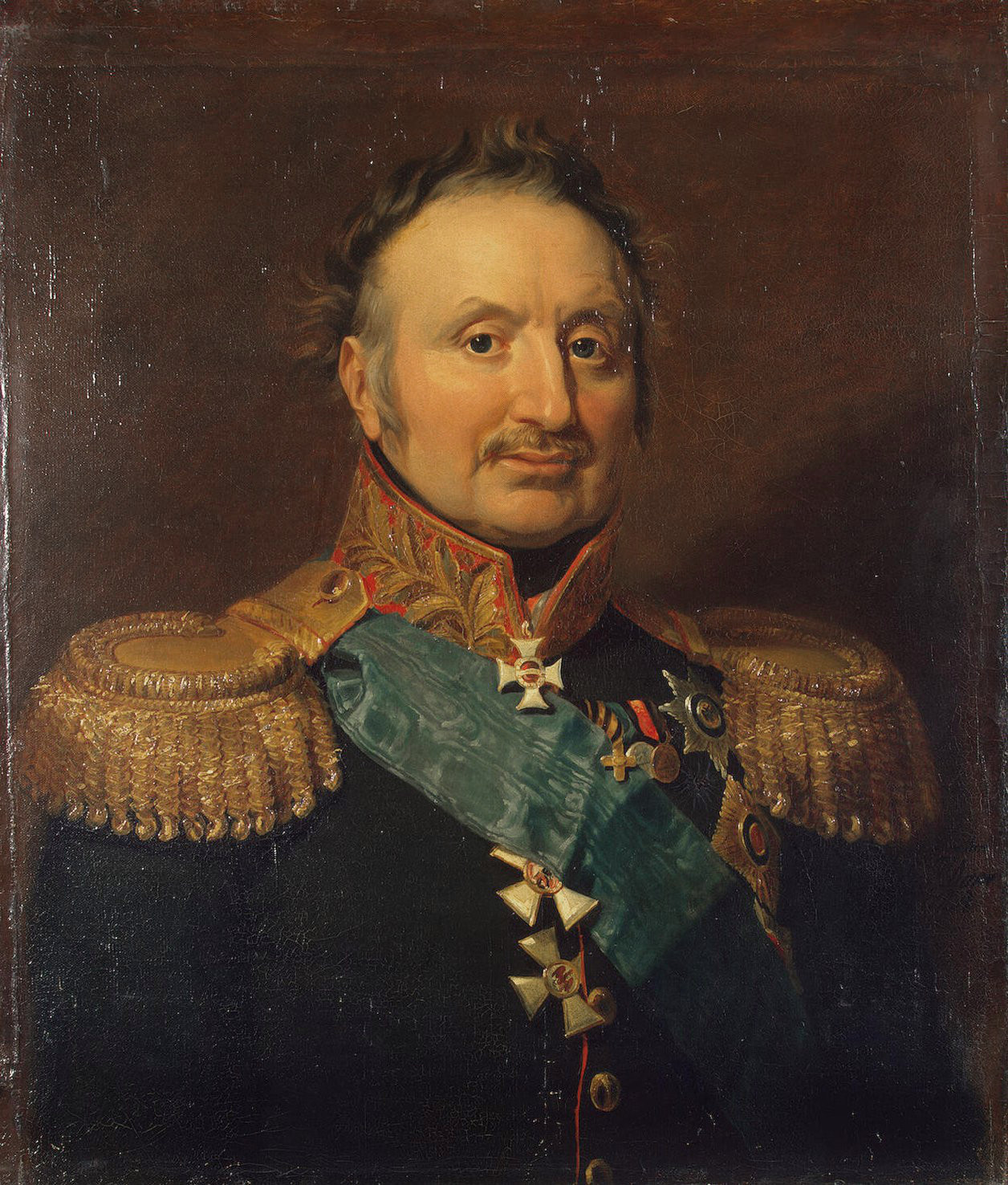
Peter Wittgenstein

Con la ritirata dei francesi, i russi giunsero dapprima in Polonia e poi passarono in Prussia, acquisendo anche le armate di Ludwig Yorck von Wartenburg che già erano state forzosamente parte della Grande Armée. Questo fece sì che la Prussia dichiarasse ben presto guerra alla Francia, richiedendo il rientro tra l'altro di molti ufficiali prussiani in servizio presso l'esercito russo, il quale si trovò sprovvisto di ufficiali con esperienza e pratici del mestiere delle armi. Dopo la morte di Kutuzov, nel 1813, il comando dell'esercito russo passò al tedesco Peter Wittgenstein. La campagna è conosciuta ancora oggi per il gran numero di assedi condotti a buon fine dall'esercito russo. Aleksej Petrovič Ermolov emerse come uno dei comandanti migliori di quest'epoca, partecipando a battaglie significative come quella di Lipsia.
Nel 1813 la Russia ottenne il territorio dell'area di Baku e del Caucaso dalla Persia, ove installò anche dei presidi militari. Dall'inizio del XIX secolo inoltre l'Impero russo si espanse in Alaska e in Siberia, grazie ai cosacchi che furono in grado di organizzare presidi militari anche in territori molto lontani dalla capitale.

### La campagna del 1814 in Francia

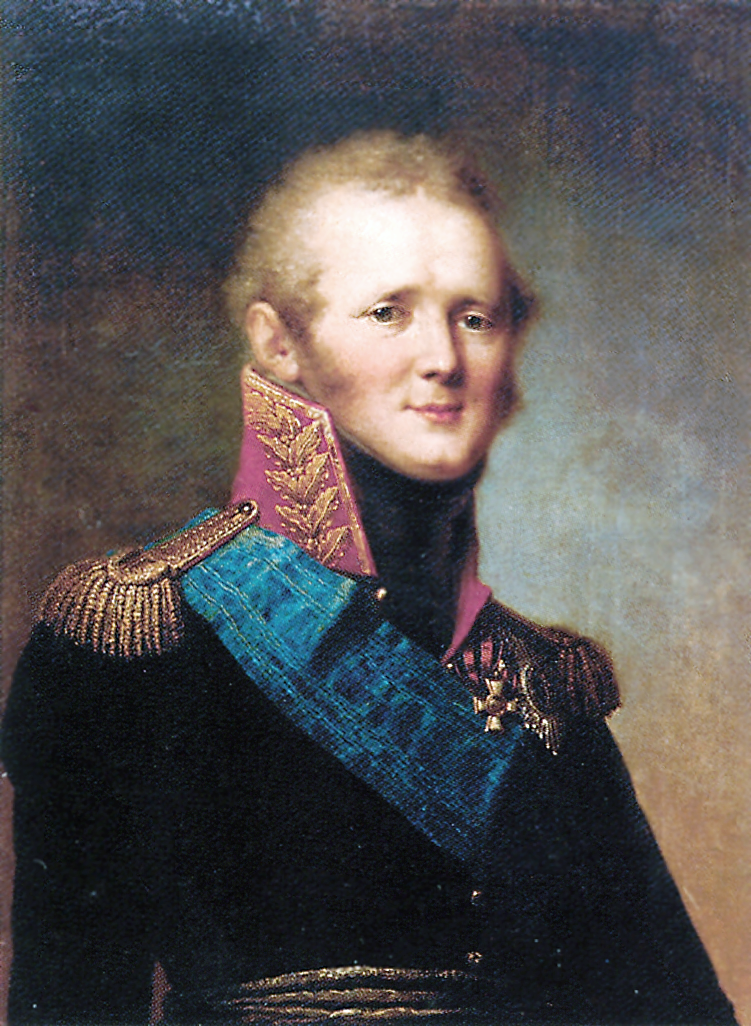
Lo zar Alessandro I

La campagna in Francia fu contraddistinta dalla persistente avanzata delle truppe russe su Parigi, nonostante il tentativo di alcune potenze di persuadere Napoleone alla resa. Grazie a brillanti manovre Alessandro fu in grado di conquistare Parigi prima che Napoleone potesse rinforzarla con le proprie truppe, ponendo così fine agli scontri nell'area. Più pragmaticamente, nel 1814 Russia, Regno Unito, Austria e Prussia formarono la Quadruplice alleanza. Le potenze alleate si coalizzarono per mantenere il sistema internazionale relativamente allo status quo dei territori e con lo scopo di prevenire l'espansionismo francese. La Russia iniziò dunque a esercitare una forte presenza in Europa in quanto si guadagnò la stima di tutti avendo sconfitto le armate napoleoniche.
Dopo la sconfitta di Napoleone e dei suoi alleati, Alessandro venne conosciuto come il salvatore d'Europa e giocò un ruolo chiave nel ridisegnare la cartina geografica del continente al Congresso di Vienna nel 1815 e si preoccupò di fondare anche la Santa Alleanza, che raggruppava le potenze europee che si radunavano all'insegna dei principi del cristianesimo.

## L'organizzazione dell'esercito
L'esercito imperiale russo che prese parte alle guerre napoleoniche era ancora di vecchio stampo. Amministrativamente, i reggimenti venivano assegnati a ispettori militari che periodicamente ne verificavano lo status e i magazzini.
L'esercito all'inizio dell'Ottocento era stato da poco riorganizzato dallo zar Paolo I contro la volontà della maggior parte dei comandanti militari che non volevano privarsi di quell'organizzazione prussiana dell'armata russa. Anche se l'esercito aveva un'organizzazione occidentale, con le guardie personali del monarca, la fanteria, la cavalleria e l'artiglieria, aveva al proprio interno grandi contingenti semi-regolari come i cosacchi, che dimostrarono sempre un'incrollabile fedeltà nella difesa della loro causa e della loro patria contro il nemico, il che per lungo tempo rappresentò un vantaggio notevole per le forze russe. Dall'Ucraina provenivano inoltre reggimenti di ussari e ulani come cavalleria leggera oltre alla costituzione della cosiddetta Narodnoe Opolčenie.
Nel 1806 gran parte delle suddivisioni per reggimenti vennero abolite e rimpiazzate da divisioni sul modello francese e vennero incardinate su base territoriale. Dal 1809 l'esercito disponeva di 25 divisioni di fanteria permanente sul campo, ciascuna organizzata in 3 brigate di fanteria e 1 di artiglieria. Quando Michael Andreas Barclay de Tolly divenne ministro della guerra russo nel 1810, si preoccupò di creare anche in Russia delle divisioni separate di granatieri e cacciatori.

### La guardia imperiale
Durante le guerre napoleoniche la Guardia imperiale russa venne comandata dal granduca Costantino, che fece crescere tale unità da 2 a 5 corpi, che furono comandati a Borodino dal tenente generale Lavrov, aggiungendovi anche due divisioni di cavalleria a conclusione della campagna, nel 1814.

#### Fanteria delle guardie
Ad Austerlitz nel 1805 la fanteria delle guardie includeva:
Divisioni fanteria delle guardie - tenente generale Malutin
- 1ª brigata - maggior generale Leontii Depreradovich-I
  - Reggimento Preobraženskij (2 battaglioni);
  - Reggimento Semënovskij (2 battaglioni);
- 2ª brigata - maggior generale Vasilii Lobanov;
  - Reggimento Izmajlovskij (2 battaglioni);
  - Reggimento cacciatori delle guardie (1 battaglione);
  - Reggimento granatieri (3 battaglioni).

A Borodino nel 1812 la fanteria delle guardie includeva:
Divisioni di fanteria delle guardie - tenente generale Lavrov
- 1ª brigata - maggior generale barone Rosen-I
  - Reggimento Preobraženskij (3 battaglioni);
  - Reggimento Semënovskij (3 battaglioni);
- 2ª brigata — colonnello Hrapovitzki;
  - Reggimento Izmajlovskij (3 battaglioni);
  - Reggimento di guardie lituane (3 battaglioni);
- 3ª brigata — colonnello barone Bistrom;
  - Reggimento di guardie finlandesi (3 battaglioni);
  - Reggimento cacciatori delle guardie (3 battaglioni).

#### Cavalleria delle guardie
Ad Austerlitz nel 1805 la cavalleria delle guardie includeva:
Divisioni di cavalleria delle guardie - tenente generale Andrej Kologrivov;
- 1ª brigata - maggior generale Ivan Jankovič;
  - Reggimento ussari delle guardie (4 squadroni);
- 2ª brigata - maggior generale Depreradovich-II;
  - Reggimento di guardie a cavallo (4 squadroni);
  - Reggimento cavalieri delle guardie   (4 squadroni);

A Borodino nel 1812 la cavalleria delle guardie includeva:
1ª divisione corazzieri - maggior generale Borozdin-II
- 1ª brigata - maggior generale Shevich;
  - Reggimento di guardie a cavallo (4 squadroni);
  - Reggimento cavalieri delle guardie (4 squadroni);
- 2ª brigata - maggior generale Borosdin-II;
  - Reggimento corazzieri delle guardie di sua maestà lo zar (4 squadroni);
  - Reggimento corazzieri delle guardie di sua maestà la zarina (4 squadroni);
  - Reggimento corazzieri "Astrachan'" (4 squadroni) senza status di guardie.

Come parte del I corpo di cavalleria - tenente generale Uvarov;
- 1ª brigata - maggior generale Chalikov;
  - Reggimento dragoni delle guardie (4 squadroni);
  - Reggimento ulani delle guardie[9] (4 squadroni);
- 2nd Brigade - maggior generale Orlov-Denisov;
  - Reggimento ulani delle guardie (4 squadroni);

#### Artiglieria delle guardie
Ad Austerlitz nel 1805 l'artiglieria includeva il battaglione d'artiglieria delle guardie sotto il comando del maggior generale Ivan Kasperskij. A Borodino nel 1812 l'artiglieria delle guardie riuscì a includere anche l'artiglieria a cavallo agli ordini del colonnello Kozen che venne poi unita alla I divisione corazzieri e al battaglione di zappatori.
Sempre ad Austerlitz, nel 1805, il 5º reggimento cosacco venne annesso alla I brigata della guardia. A Borodino nel 1812 i cosacchi della guardia vennero inclusi nel reggimento di cosacchi e a quelli del Mar Nero.
L'accademia generale dello stato maggiore venne fondata nel 1832 a San Pietroburgo col compito di formare gli ufficiali di comando dell'esercito.

## Cosacchi
Nell'Impero russo, i cosacchi erano organizzati in diversi voisko che prendevano il nome a seconda della regione ove erano dislocati e vivevano perlopiù ai confini della Russia o nelle aree interne spesso a contatto anche con popolazioni non russe. Ciascun voisko aveva un proprio capo e una serie di insegne regali, così come una propria uniforme e propri gradi militari. Ad ogni modo, dalla fine del XIX secolo, i cosacchi si uniformarono al resto dell'esercito russo. Anche se gran parte dei cosacchi prestava servizio nei reparti di cavalleria, alcuni erano impiegati anche in fanteria e in artiglieria. Tre reggimenti di cosacchi erano parte della Guardia Imperiale ed erano quindi la scorta dello zar con colori sgargianti nelle divise.

## Gradi e distintivi
| Fanteria                                                             | Artiglieria                                                     | Cavalleria                                                           | Cosacchi                                                | Distintivi |
| -------------------------------------------------------------------- | --------------------------------------------------------------- | -------------------------------------------------------------------- | ------------------------------------------------------- | ---------- |
| Gradi                                                                |                                                                 |                                                                      |                                                         |            |
| рядовой radovoj (soldato)                                            | канонир Kanonir (cannoniere)                                    | рядовой radovoj (soldato)                                            | казак kazak (cosacco)                                   |            |
| ефрейтор efrejtor (appuntato)                                        | бомбардир bombardir (bombardiere)                               | ефрейтор efrejtor (appuntato)                                        | приказный prikaznyj (graduato)                          |            |
| Sottufficiali                                                        |                                                                 |                                                                      |                                                         |            |
| младший унтер-офицер mládšij Unter-oficer (sottufficiale subalterno) | младший фейерверкер mládšij fejerverker (cannoniere subalterno) | младший унтер-офицер Mládšij Unter-oficer (sottufficiale subalterno) | младший урядник mládšij urjadnik (ordinario subalterno) |            |
| старший унтер-офицер stáršij unter-oficer (sottufficiale scelto)     | старший фейерверкер stáršij fejerverker (cannoniere scelto)     | старший унтер-офицер stáršij unter-oficer (sottufficiale scelto)     | старший урядник stáršij urjadnik (ordinario scelto)     |            |
| фельдфебель Fel'dfebel' (aiutante)                                   | фельдфебель Fel'dfebel' (fel'dfebel')                           | вахмистр Vachmistr (mastro-guardia)                                  | вахмистр Vachmistr (mastroguardia)                      |            |
| подпрапорщик podpraporščik (vice alfiere)                            | подпрапорщик podpraporščik (vice alfiere)                       | -                                                                    | подхорунжий podpraporščik (vice alfiere)                |            |
| зауряд-прапорщик zaurjad-praporščik (alfiere temporaneo)             | зауряд-прапорщик (alfiere temporaneo)                           | -                                                                    | -                                                       |            |
| Ufficiali                                                            |                                                                 |                                                                      |                                                         |            |
| прапорщик (alfiere)                                                  | прапорщик (alfiere)                                             | -                                                                    | -                                                       |            |
| подпоручик (sottotenente)                                            | подпоручик (sottotenente)                                       | корнет (cornetta)                                                    | хорунжий (gonfaloniere)                                 |            |
| поручик (tenente)                                                    | поручик (tenente)                                               | поручик (tenente)                                                    | сотник (centurione)                                     |            |
| штабс-капитан (capitano di stato maggiore)                           | штабс-капитан (capitano di s.m.)                                | штабс-ротмистр (maestro di cavalleria di s.m.)                       | подъесаул (vicecapitano)                                |            |
| капитан (capitano)                                                   | капитан (capitano)                                              | ротмистр (maestro di cavalleria)                                     | есаул (capitano)                                        |            |
| подполковник (tenente colonnello)                                    | подполковник (tenente colonnello)                               | подполковник (tenente colonnello)                                    | войсковой старшина (seniore)                            |            |
| полковник (colonnello)                                               | полковник (colonnello)                                          | полковник (colonnello)                                               | полковник (colonnello)                                  |            |
| Ufficiali generali                                                   |                                                                 |                                                                      |                                                         |            |
| генерал-майор (maggior generale)                                     | генерал-майор (maggior generale)                                | генерал-майор (maggior generale)                                     | генерал-майор (maggior generale)                        |            |
| генерал-лейтенант (tenente generale)                                 | генерал-лейтенант (tenente generale)                            | генерал-лейтенант (tenente generale)                                 | генерал-лейтенант (tenente generale)                    |            |
| генерал от инфантерии (generale di fanteria)                         | генерал от артиллерии (generale di artiglieria)                 | генерал от кавалерии (generale di cavalleria)                        | -                                                       |            |
| генерал-фельдмаршал (feldmaresciallo)                                | -                                                               | -                                                                    | -                                                       |            |

### Altri reggimenti

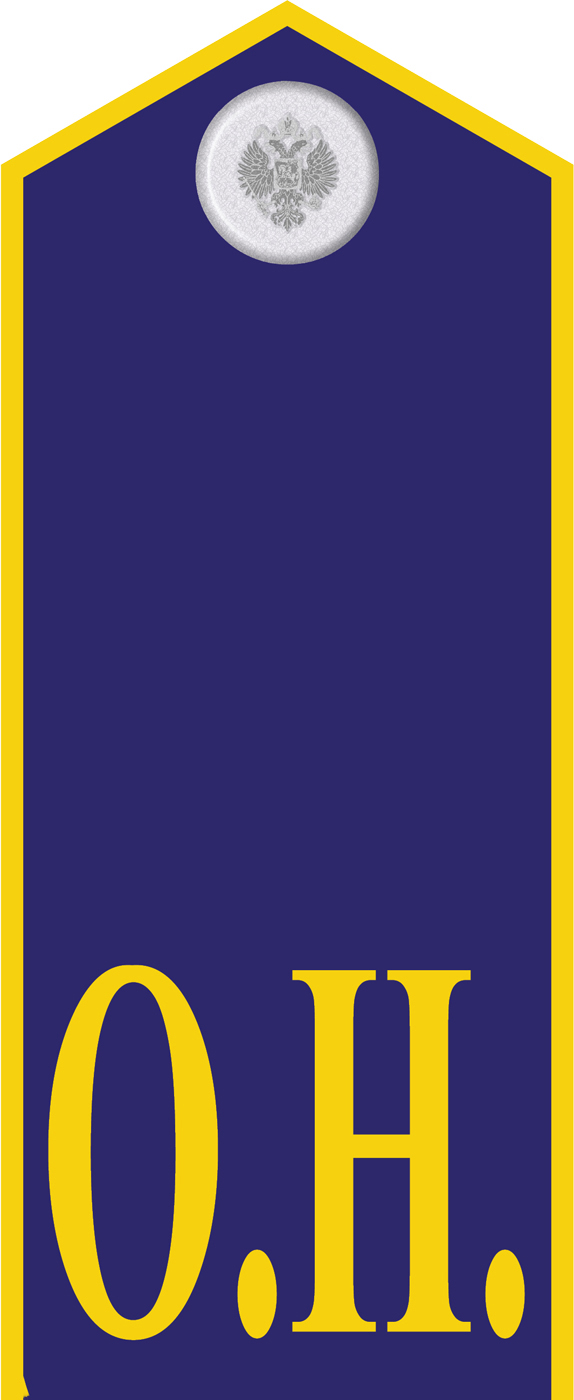
Corpo dei cadetti di Orenburg
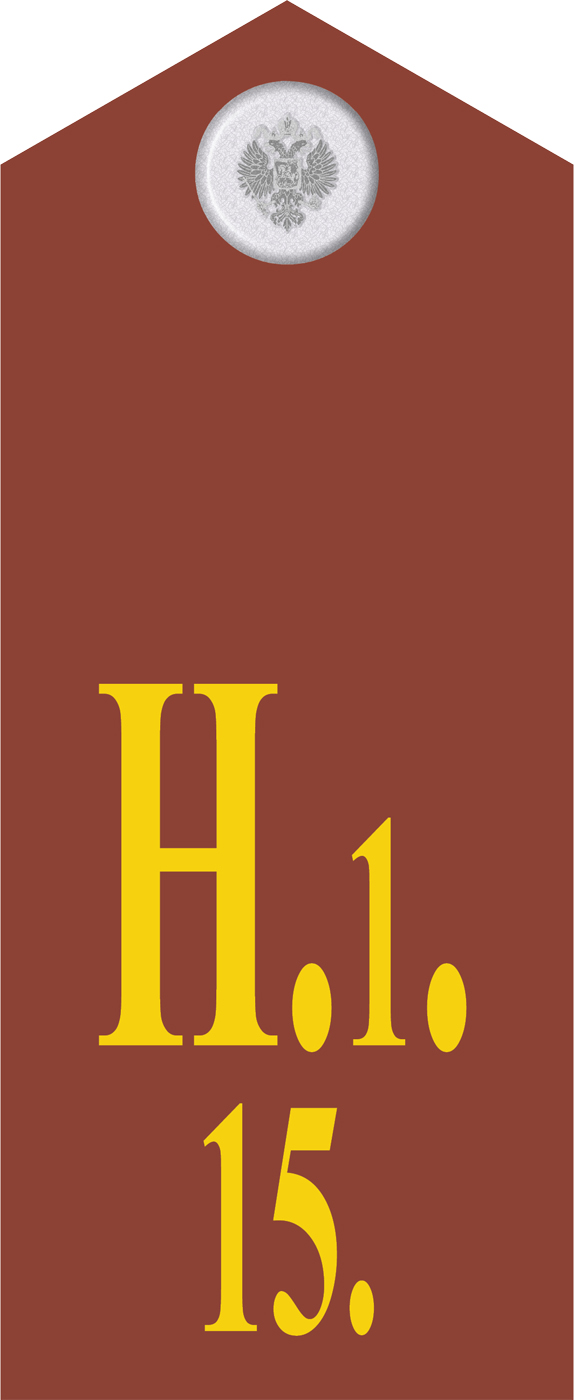
15º reggimento fucilieri re Nicola I
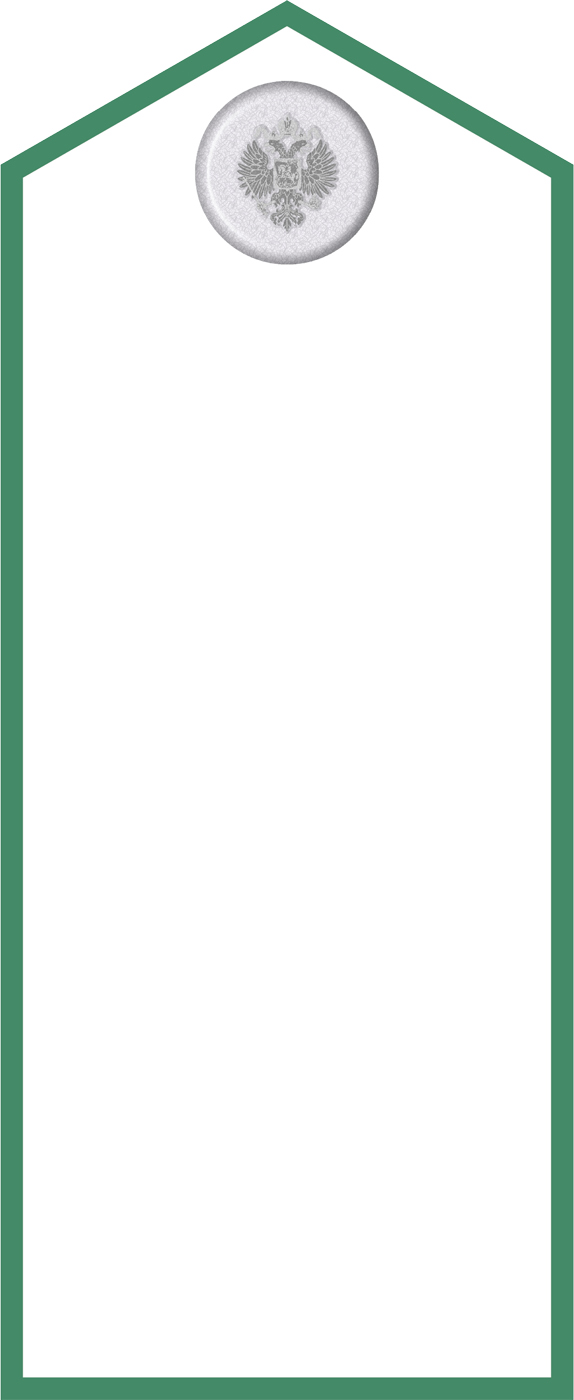
5º reggimento dragoni Kargolovsk
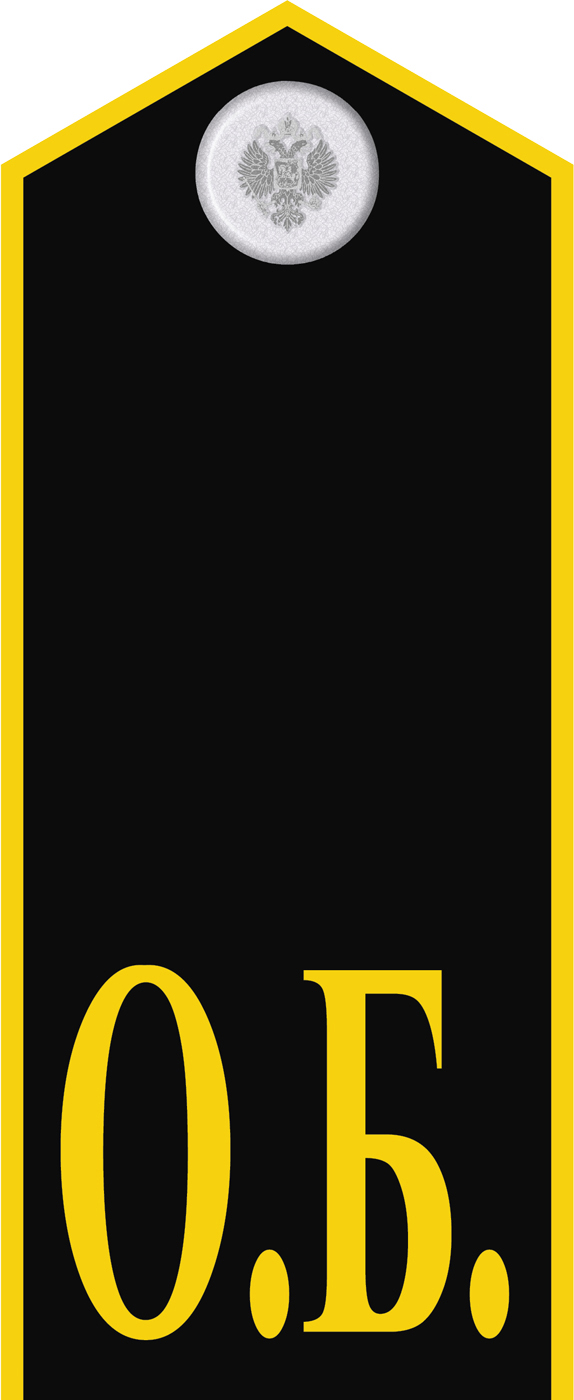
Corpo dei cadetti Orlov

## Riforme

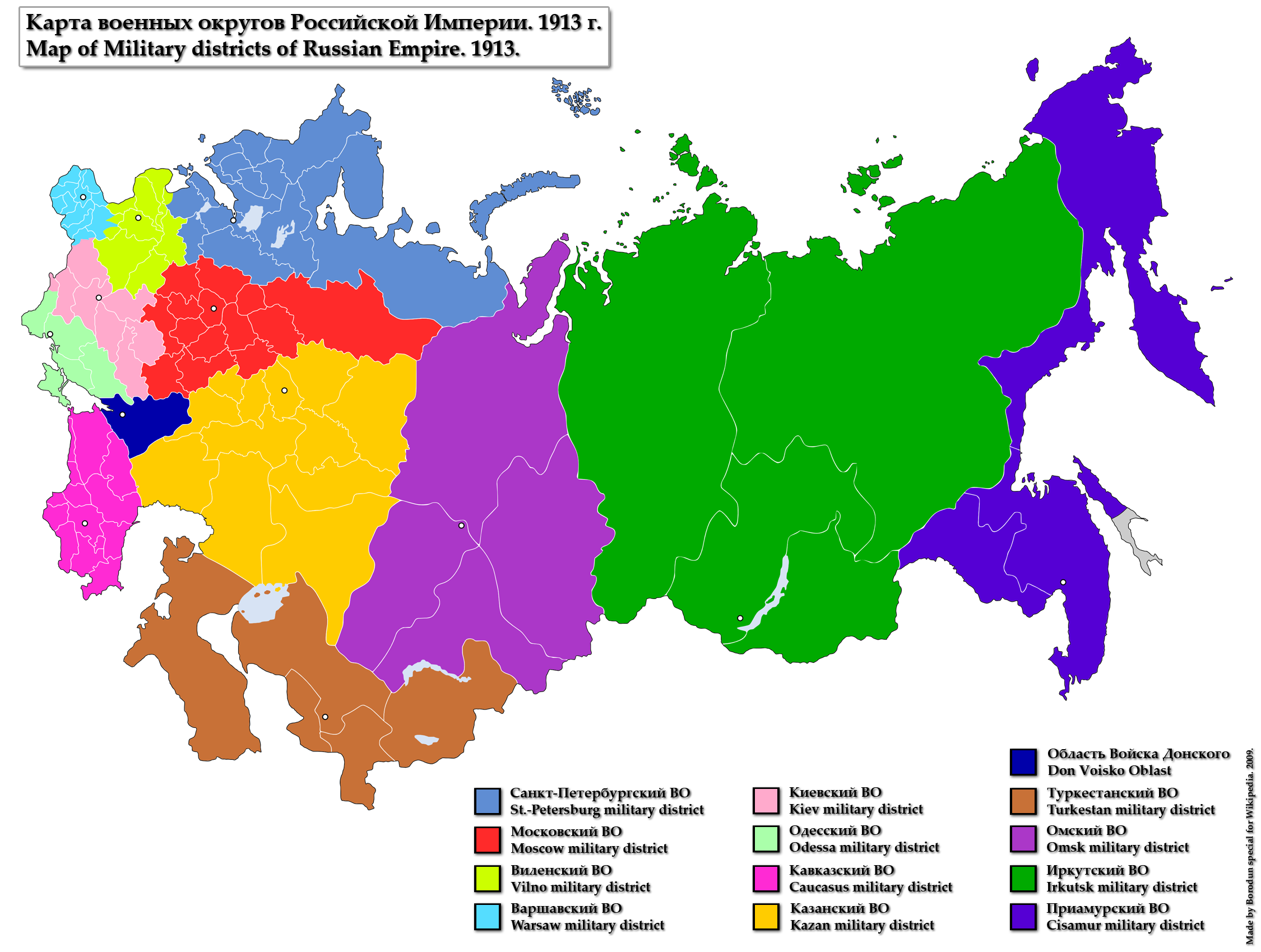
Distretti militari della Russia nel 1913

Dopo la sconfitta della Russia nella guerra di Crimea durante il regno di Alessandro II, il ministro della guerra conte Dmitrij Miljutin,
(che mantenne il posto dal 16 maggio 1861 al 21 maggio 1881) introdusse alcune riforme militari. Le riforme portarono all'abolizione del sistema di coscrizione per i bambini e a un normale sistema di leva per distretti militari.
Come parte delle riforme di Miljutin, il 1º gennaio 1874 lo zar approvò lo statuto della coscrizione portando il termine minimo di età per l'abilità di servizio a 20 anni. Questo tipo di coscrizione consentiva all'esercito russo di avere una buona riserva sempre pronta in caso di guerra e di mantenere un esercito tutto sommato piccolo in tempo di pace con costi relativamente contenuti.
Ironicamente questa riforma fu un disastro per il regime zarista: introducendo una leva obbligatoria a un'età superiore rispetto in precedenza, molti avevano l'opportunità di studiare e quindi di formarsi una posizione alternativamente al servizio militare.
Venne anche riformato il servizio di educazione militare e l'educazione elementare venne resa obbligatoria a tutti i militari. Le riforme di Miljutin rappresentarono comunque una pietra miliare nella storia militare della Russia: esse archiviarono definitivamente il reclutamento militare introdotto da Pietro il Grande e crearono un sistema bellico che perdura anche nel XXI secolo. Sino alle riforme di Dmitrij Miljutin nel 1874 l'esercito russo non disponeva di caserme permanenti.
Durante la ribellione dei Boxer 100.000 soldati russi combatterono per pacificare la Manciuria e assicurarsi la costruzione della ferrovia locale. Altre forze russe vennero fatte stazionare in Cina già prima della guerra e alcune di loro perirono tragicamente nella battaglia di Pai-t'ou-tzu, dove molti corpi di soldati russi vennero barbaramente mutilati dalle truppe cinesi, decapitati e poi impalati. Altre battaglie combattute furono la difesa di Yingkou, la battaglia del fiume Amur e l'invasione della Manciuria nel 1900.
L'esercito russo venne sconfitto dal Giappone nella guerra russo-giapponese del 1904-05, di cui si ricorda in particolare l'assedio di Port Arthur e la battaglia di Mukden, fatti che provocarono circa 400 ammutinamenti dall'autunno del 1905 all'estate del 1906.

## Dalla prima guerra mondiale alla rivoluzione

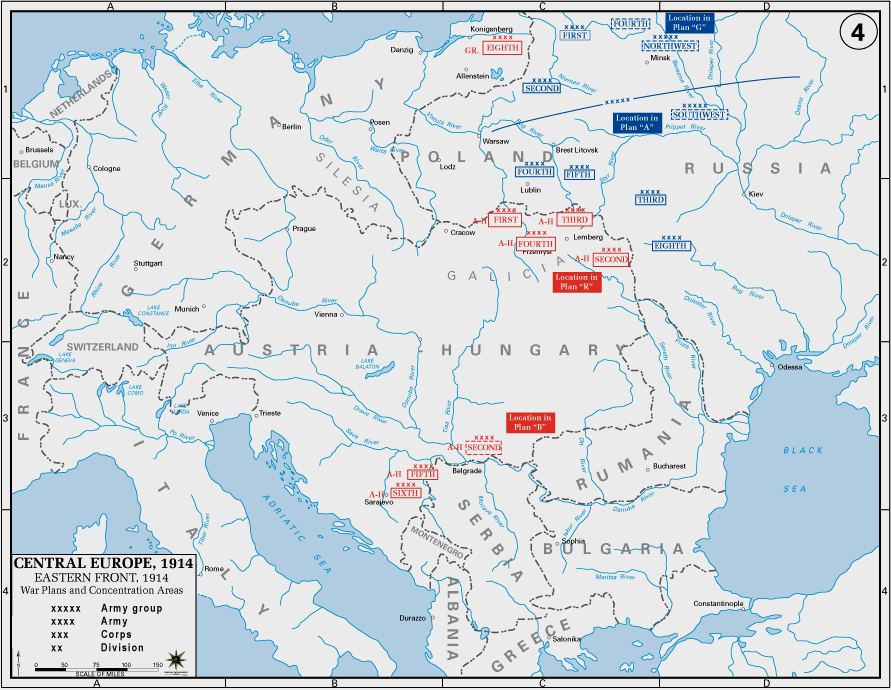
Il fronte orientale nel 1914

Allo scoppio della Grande Guerra, lo zar Nicola II nominò suo cugino, il granduca Nicola, comandante in capo dell'esercito. Alla mobilitazione, l'esercito russo contava 115 divisioni di fanteria, 38 divisioni di cavalleria con 7.900 cannoni (7.100 cannoni da campo, 540 mitragliatrici da campo e 257 cannoni pesanti). Ve n'erano solo 2 dotate d'ambulanza con 679 carri di soccorso. Le divisioni vennero ripartite come segue: 31 divisioni di fanteria e 10,5 di cavalleria operarono contro la Germania, 46 divisioni di fanteria e 18,5 divisioni di cavalleria operarono contro l'Austria-Ungheria, mentre 19,5 divisioni di fanteria e 5,5 di cavalleria vennero sfruttate per la difesa dei litorali del Mar Baltico e del Mar Nero. A queste poi si assommavano 17 divisioni di fanteria e 3,5 di cavalleria che vennero trasportate dalla Siberia e dal Turkestan.
La guerra a est iniziò con l'invasione russa della Prussia Orientale e della Galizia. La prima si concluse con una secca sconfitta delle armate russe nella battaglia di Tannenberg, mentre nella battaglia di Galizia i russi raggiunsero importanti vittorie contro gli austro-ungarici. Ad ovest, il corpo spedizionista russo passò in Francia nel 1915.
L'esercito imperiale russo venne dissolto dopo la Rivoluzione di febbraio del 1917 prima di poter gioire della vittoria della prima guerra mondiale da parte degli Alleati avvenuta un anno dopo. L'opera dello storico John Erickson dal titolo The Soviet High Command 1918-1941 delinea un ottimo quadro della situazione e illustra come i disertori dell'armata imperiale divennero l'Armata Rossa.